# Pnin
Pnin er en roman af Vladimir Nabokov fra 1953.
Romanen er en tragisk-humoristisk og delvist selvbiografisk skildring af det russiske emigrantmiljø i USA i midten af 1900-tallet.
| Bog | Spire Denne artikel om bøger og tidsskrifter er en spire som bør udbygges. Du er velkommen til at hjælpe Wikipedia ved at udvide den. |